# Short Island
Short Island ist eine Insel unmittelbar vor der Davis-Küste des Grahamlands auf der Antarktischen Halbinsel. Sie liegt 4 km südwestlich des Kap Page in der Orléans-Straße.
Erstmals verzeichnet ist die Insel auf einer argentinischen Landkarte aus dem Jahr 1952. Das UK Antarctic Place-Names Committee benannte sie 1960 nach dem britischen Flugzeughersteller Short Brothers, der 1909 durch einen Auftrag der Brüder Wright zur ersten gewerblichen Flugzeughersteller der Welt avancierte.